# Rietz
Rietz é um município da Áustria, situado no distrito de Imst, no estado do Tirol. Tem 19,55 km² de área e sua população em 2019 foi estimada em 2.324 habitantes.